# Elizabeth Taylor
Elizabeth Rosemond Taylor, DBE (27 tháng 2 năm 1932 – 23 tháng 3 năm 2011) là nữ minh tinh điện ảnh, doanh nhân, nhà hoạt động nhân đạo người Mỹ gốc Anh. Bà bắt đầu sự nghiệp với vai trò diễn viên nhí vào đầu thập niên 1940 và là một trong những ngôi sao màn bạc nổi tiếng nhất của thời kì Hollywood kinh điển những năm 1950. Bà đạt được thành công nối tiếp vào những năm 1960 đồng thời duy trì sự nổi tiếng trong suốt quãng đời còn lại.
Năm 1999, Elizabeth Taylor được Viện phim Mỹ xếp vào hàng những ngôi sao điện ảnh Mỹ vĩ đại nhất mọi thời đại ở vị trí thứ 7.
Năm 10 tuổi, Taylor xuất hiện lần đầu trên màn ảnh với vai phụ trong There's One Born Every Minute (1942), nhưng Universal đã chấm dứt hợp đồng với cô bé sau 1 năm. Taylor sau đó ký với Metro-Goldwyn-Mayer và có vai diễn đột phá trong phim National Velvet (1944), trở thành một trong những ngôi sao tuổi teen nổi tiếng nhất của hãng. Bà chuyển sang các vai trưởng thành vào đầu những năm 1950 với vai chính trong phim hài kịch Father of the Bride (1950) cùng những lời tán dương cho vai diễn trong phim truyền hình A Place in the Sun (1951).
Mặc dù nằm trong số các ngôi sao ăn khách nhất của hãng phim MGM, Taylor lại muốn mau chóng chấm dứt vào đầu thập niên 50, với lý do hãng này kiểm soát và bị giao cho những phim mà bà không thích. Sau đó bắt đầu nhận những vai mà bà có hứng thú hơn vào giữa những năm 1950, khởi đầu bằng phim truyền hình sử thi Giant (1956) cùng vai chính trong một vài phim thành công về mặt thương mại trong những năm tiếp theo. Bao gồm hai phim chuyển thể từ vở kịch Tennessee Williams, Cat on a Hot Tin Roof (1958) và Suddenly, Last Summer (1959); về sau Taylor còn giành một giải Quả Cầu Vàng Nữ chính xuất sắc nhất. Dù không thích vai gái gọi của mình trong BUtterfield 8 (1960), phim cuối cùng với hãng MGM, đã đoạt được giải Oscar cho Nữ diễn viên xuất sắc nhất cho sự thể hiện của mình.
Taylor được trả thù lao kỷ lục lên tới 1 triệu $ để vào vai nữ hoàng Cleopatra VII trong bom tấn sử thi huyền thoại Cleopatra (1963), bộ phim tốn kém nhất vào thời điểm đó. Trong thời gian quay phim, Taylor ngoại tình với bạn diễn là nam tài tử Richard Burton gây ra tai tiếng. Bất chấp sự phê phán của công chúng, cặp đôi tiếp tục mối quan hệ và kết hôn năm 1964. Được truyền thống gán cho tên "Liz and Dick", cả hai sánh đôi cùng nhau trong 11 phim gồm có The V.I.P.s (1963), The Sandpiper (1965), The Taming of the Shrew (1967) và Who's Afraid of Virginia Woolf? (1966). Taylor nhận được những đánh giá xuất sắc nhất trong sự nghiệp với phim Woolf, thắng giải thưởng Oscar lần thứ 2 và một số giải thưởng khác cho vai diễn của mình. Bà và tài tử Burton ly dị năm 1974 nhưng hòa giải ngay sau đó và tái hợp năm 1975. Cuộc hôn nhất thứ 2 kết thúc sau khi ly dị năm 1976. Sự nghiệp diễn xuất của Taylor bắt đầu đi xuống vào cuối những năm 1960, mặc dù vẫn tiếp tục đóng phim điện ảnh cho đến giữa những năm 1970, sau đó bà tập trung hỗ trợ sự nghiệp của người chồng thứ sáu, Thượng nghị sĩ John Warner. Trong thập niên 1980, bà lần đầu diễn xuất trên sân khấu kịch và một số phim truyền hình. Ngoài ra còn trở thành minh tinh đầu tiên ra mắt thương hiệu nước hoa.
Taylor cũng là một trong những người nổi tiếng đầu tiên tham gia hoạt động phòng chống HIV/AIDS. Bà là người đồng sáng lập ra Quỹ American Foundation for AIDS Research năm 1985 và Quỹ Elizabeth Taylor AIDS Foundation năm 1991. Từ đầu thập niên 1990 cho đến khi qua đời, bà dành thời gian cho hoạt động từ thiện và nhận nhiều giải thưởng trong đó có Huân chương công dân do Tổng thống trao tặng (Presidential Citizens Medal).
Trong suốt cuộc đời, những vấn đề đời tư của Taylor luôn là mục tiêu săn đón của truyền thông. Bà kết hôn 8 lần với 7 người đàn ông, mắc những căn bệnh nguy hiểm trầm trọng, tạo dựng lối sống jet set thượng lưu xa xỉ, bao gồm cả việc sưu tập một trong những bộ sưu tập nữ trang đắt tiền nhất.
Sau nhiều năm chống chọi bệnh tật, nữ minh tinh qua đời vì chứng suy tim xung huyết ở tuổi 79 vào năm 2011.

## Tiểu sử
Elizabeth Rosemond Taylor sinh ngày 27 tháng 2 năm 1932 trong gia đình giàu có và có địa vị xã hội tại ngôi nhà có tên gọi Heathwood, ở số 8 đường Wildwood, khu ngoại ô Hampstead Garden Suburb, phía bắc của Hampstead, London, nước Anh.:3–10
Cô bé mang hai quốc tịch Anh-Mỹ từ khi chào đời, cha là Francis Lenn Taylor (1897–1968), một nhà buôn tranh nghệ thuật và mẹ là Sara Sothern (nhũ danh Sara Viola Warmbrodt, 1895–1994), một nữ diễn viên kịch Broadway đã giải nghệ. Cha mẹ đều là những công dân Hoa Kỳ đến từ Arkansas City, Kansas.
Hai vợ chồng chuyển tới Luân Đôn năm 1929 và mở một phòng tranh trên đường Bond Street; anh trai Howard của Taylor được sinh ra vào cùng năm.
Ngôi nhà của gia đình có tên Heathwood được xây dựng vào năm 1926 theo phong cách kiến trúc Gruzia (kiến trúc Georgia), gồm 3 tầng, rộng 5.082 foot vuông (472,1 m2) xây bằng gạch đỏ do Matthew Dawson thiết kế, được xây dựng vào năm 1926. Bên trong gồm sáu phòng ngủ, ba phòng tắm, một phòng khách và một phòng khách nhỏ, nhà bếp lớn và phòng ăn sáng, khu vườn, một sân tennis và khu dành cho người hầu. Trước kia, căn nhà thuộc sở hữu của họa sĩ Augustus John, và một số bức tranh của ông vẫn được giữ nguyên khi gia đình Taylor chuyển đến. Vài năm sau, thành công của Augustus John ở Mỹ một phần lớn là nhờ ông Francis Taylor, người đã bán độc quyền các bức tranh của Augustus ở Hoa Kỳ. Năm 2008, Heathwood được rao bán lần đầu tiên sau gần 30 năm và được mua lại với giá khoảng 10 triệu đô la Mỹ.
Ngôi nhà trước đây của gia đình Taylor (trước khi Elizabeth Taylor được sinh ra) là một ngôi nhà vườn nhỏ được xây từ thế kỷ 19, tại số 11 Hampstead Way, Hampstead, phía tây bắc London. Lúc này bà Sara và ông Francis có thuê một y tá, đầu bếp và một người lái xe, nhưng ngôi nhà trở nên chật chội (chỉ với hai phòng ngủ) sau khi con cả Howard chào đời năm 1929. Đôi vợ chồng quyết định mua một ngôi nhà lớn hơn có tên là Heathwood ở gần đó. Sara, Francis và cậu bé Howard cùng với những người hầu đã chuyển vào ngôi nhà mới sang trọng. Sau đó Elizabeth sinh ra và lớn lên ở đây trong vài năm đầu đời.
Những đứa trẻ nhà Taylor được nuôi dạy trong sự xa hoa. Cha mẹ đưa các con đi du lịch khắp vùng nông thôn cùng với cô bảo mẫu và người đầu bếp cùng với chú chó của gia đình tên Monty. Những đứa trẻ được kỳ vọng sẽ có cách hành xử và ứng xử xuất xắc. Hai anh em có cơ hội đến nhiều điền trang lớn, bao gồm một trong những bất động sản của gia đình ở Cranbrook, Kent, vùng đông nam nước Anh (nơi Elizabeth được học cưỡi ngựa).
Gia đình này trải qua một cuộc sống được nhận đặc quyền ở Luân Đôn trong suốt thời ấu thơ của Taylor. Vòng tròn mối quan hệ xã hội của họ bao gồm các nghệ sĩ như Augustus John và Laura Knight và các chính trị gia như Đại tá Victor Cazalet. Cazalet là cha đỡ đầu không chính thức của Taylor và có ảnh hưởng quan trọng trong những năm đầu đời của cô bé. Cô bé được ghi danh vào học tại Byron House, một ngôi trường theo phương pháp giáo dục Montessori ở Highgate, thuộc khu vực ngoại ô của phía bắc London, và được nuôi dưỡng theo đức tin vào Christian Science, tôn giáo của người mẹ và Cazalet.
Nhà Taylor quyết định trở lại Hoa Kỳ vào mùa xuân năm 1939 do tình hình chính trị căng thẳng ở châu Âu. Đại sứ Hoa Kỳ lúc đó là Joseph P. Kennedy cũng liên lạc với ông Francis và khuyến khích ông quay trở lại Hoa Kỳ cùng gia đình. Bà Sara và các con rời đi trước vào tháng 4 năm 1939 và chuyển đến sống với bà ngoại ở Pasadena, California. Ông Francis ở lại sau để đóng cửa phòng trưng bày tại Luân Đôn và đoàn tụ cả nhà vào tháng 12. Đầu năm 1940, ông mở một phòng trưng bày mới ở Los Angeles, sau đó một thời gian ngắn chuyển đến Pacific Palisades, Los Angeles, gia đình sau tới định cư tại Beverly Hills, nơi Taylor và anh trai vào học trường Hawthorne School.

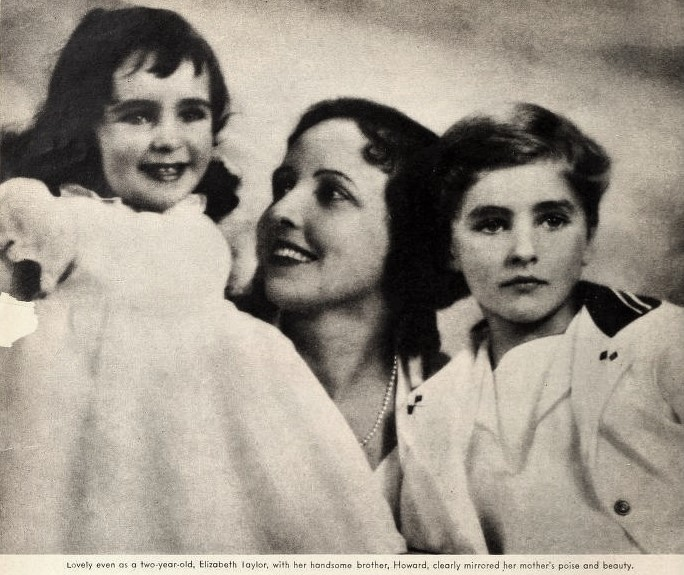
Elizabeth Taylor năm hai tuổi chụp ảnh cùng mẹ Sara Sothern và anh trai Howard, 1934
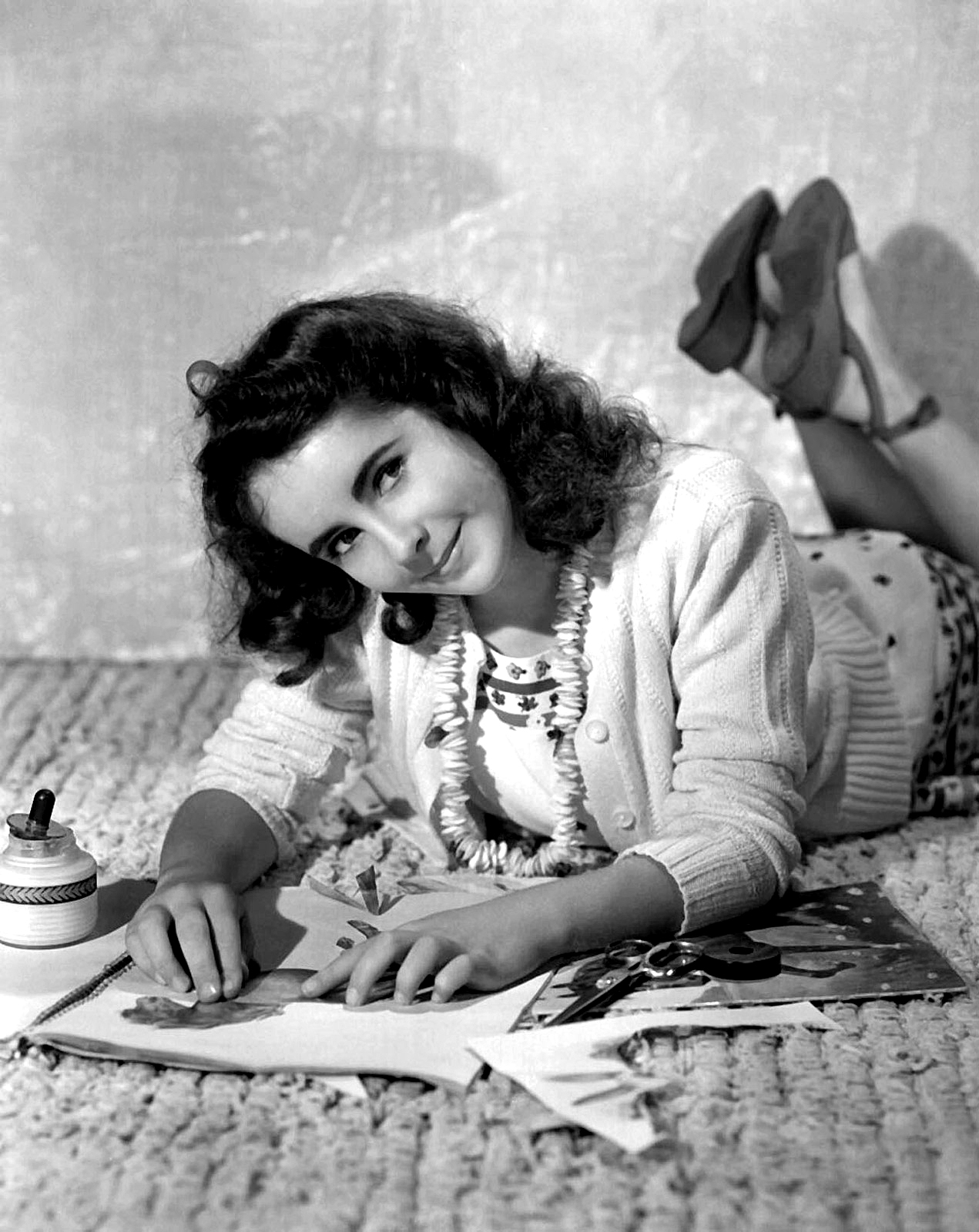
Taylor năm 10 tuổi
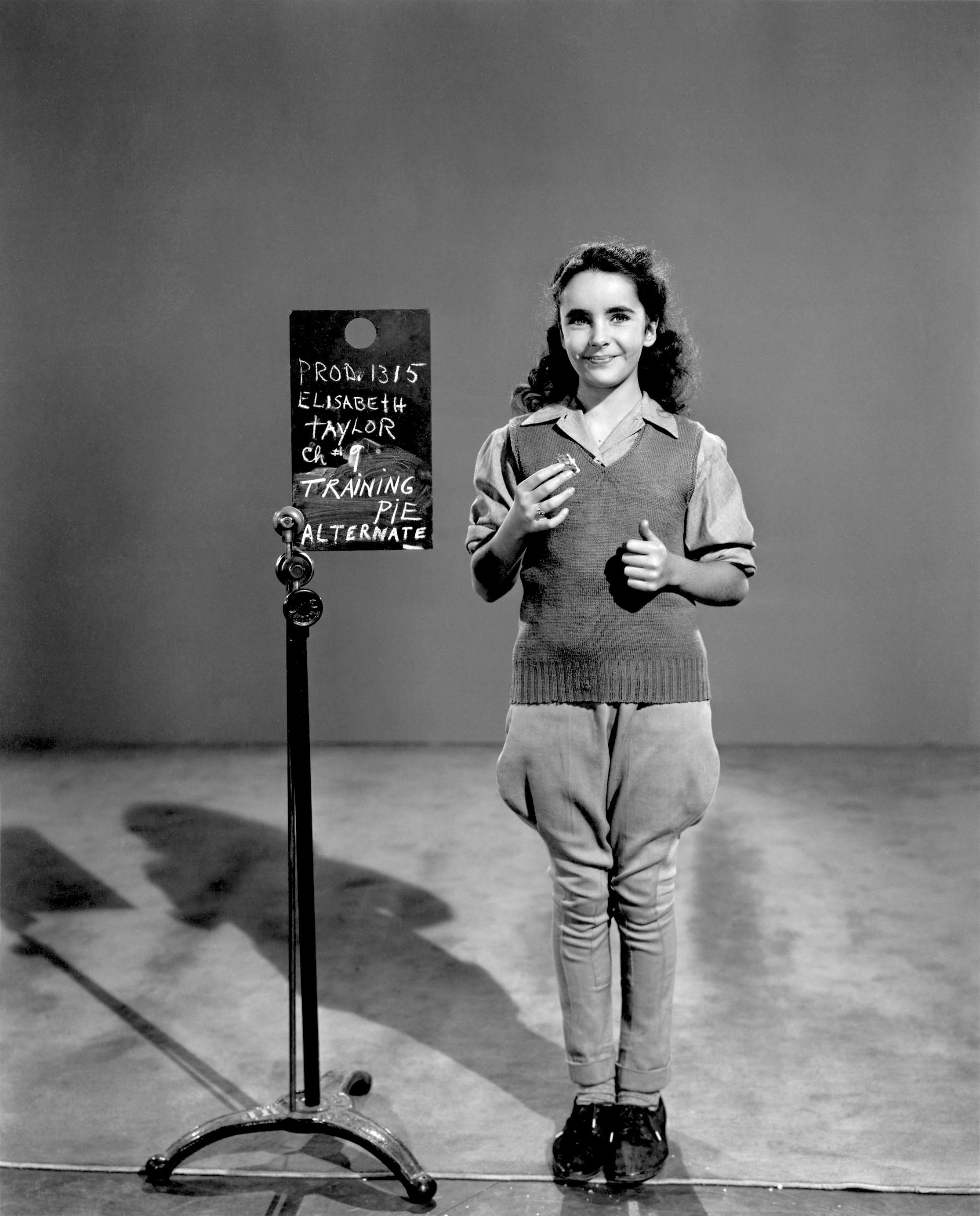
Elizabeth Taylor, 11 tuổi, trong một bức ảnh thử trang phục ngày 8 tháng 11 năm 1943, để chuẩn bị cho vai diễn trong bộ phim National Velvet năm 1944

## Sự nghiệp

### Khởi đầu
Tại California, mẹ của Taylor thường được gợi ý đưa con gái đi thử vai cho các phim điện ảnh. Đôi mắt của Taylor luôn đặc biệt thu hút sự chú ý, với màu mắt xanh dương ánh tím cùng hàng lông mi kép sẫm màu do một đột biến gen mang tính bẩm sinh có tên gọi Distichiasis.
Bà Sara ban đầu phản đối việc con gái tham gia đóng phim nhưng sau khi chiến tranh ở Châu Âu ngày càng dữ dội khiến hy vọng quay lại đó lụi tắt, bà bắt đầu coi ngành công nghiệp điện ảnh như một cách để hòa nhập với xã hội Mỹ. Phòng trưng bày nghệ thuật của ông Francis Taylor tại California thu hút khách hàng thuộc giới điện ảnh ngay khi mới mở cửa nhờ có sự hỗ trợ của nhà phê bình Hedda Hopper, một người bạn của nhà Cazalet.
Thông qua một người khách hàng và một người bạn học của cha, cô bé tham gia thử vai cho cả hai hãng phim Universal Pictures và Metro-Goldwyn-Mayer vào đầu năm 1941. Cả hai hãng phim đều mời Taylor ký hợp đồng và gia đình quyết định chọn lời đề nghị của xưởng phim Universal.
Sự nghiệp đầu tay của Taylor là một vai phụ trong phim There’s one born every minute (1942) khi lên 10. Cô bé không nhận được vai nào khác và hợp đồng bị chấm dứt sau 1 năm. Giám đốc tuyển chọn của Universal khi đó giải thích lý do bà không thích Taylor, nói rằng: "đứa trẻ này chẳng có gì  ... đôi mắt trông quá già, không có khuôn mặt của trẻ thơ". Nhà viết tiểu sử Alexander Walker đồng ý rằng cô bé Taylor trông khác với những ngôi sao nhí thời kì đó như Shirley Temple và Judy Garland, và về sau chính Taylor cũng tự giải thích rằng "dường như tôi từng sợ hãi việc lớn lên, vì tính cách tôi hoàn toàn thẳng thắn."
Taylor nhận được cơ hội khác vào cuối 1942, khi người quen của cha cô là nhà sản xuất của hãng phim MGM là Samuel Marx, đã sắp xếp cho cô bé thử vai nhân vật cô cháu gái tiểu thư của ông chủ giàu có mua chú chó Lassie, một vai phụ nói được giọng Anh-Anh trong phim điện ảnh Lassie Come Home (1943).
Sau một hợp đồng thử việc ba tháng, cô bé đã được ký hợp đồng 7 năm tiêu chuẩn vào tháng 1 năm 1943. Sau Lassie, cô xuất hiện qua các vai phụ không tên tuổi trong hai phim khác quay tại Anh là Jane Eyre (1943) và The White Cliffs of Dover (1944).
Năm 1944, khi 12 tuổi, Taylor lần đầu tiên tham gia vai chính trong phim điện ảnh National Velvet, vai cô bé "Velvet Brown" đam mê cưỡi ngựa, đóng cùng với Mickey Rooney. Bộ phim cực kì thành công về mặt doanh thu, hơn 4 triệu USD và đã làm thay đổi cuộc đời Taylor. Từ đây cô bé trở thành ngôi sao nhí sáng giá của MGM và được ký hợp đồng dài hạn với mức lương được nâng lên 30,000$/năm.
Năm 1945, Taylor không đóng một bộ phim nào, đến 1946 cô bé mới trở lại với bộ phim Courage of Lassie. Do còn ít tuổi, Taylor không phải trải qua cường độ làm việc căng thẳng như các đồng nghiệp lớn.
Năm 1947, 15 tuổi, Taylor xuất hiện bên cạnh những cây đại thụ của điện ảnh như Willian Powell, Irene Dune và Zasu Pitts trong bộ phim Life with father. Một bộ phim nữa của bà trong năm 1947 là Cynthia

### Đỉnh cao
Năm 1949, Taylor sang Anh đóng phim Conspirator, bộ phim đầu tiên bà tham gia với vai diễn trưởng thành, nam chính Robert Taylor. Bộ phim ngay lập tức trở thành bom tấn và được đánh giá tốt của giới phê bình.
Cuối năm 1949, bà lần nữa làm chấn động kinh đô Hollywood khi tham gia phim A Place In The Sun (1951) cùng với tài tử Montgomery Clift, mối tình đầu tiên của bà. Taylor tham gia thêm nhiều phim nữa dưới hợp đồng của MGM, và trong vai trò của một diễn viên trưởng thành thực thụ.
Năm 1954, là năm bận rộn nhất của bà với các vai lớn trong Rhapsody, Beau Brummell, The last time I saw Paris và Elephant walk. Năm 1955, Taylor còn đóng chung với James Dean trong bộ phim ăn khách Giant. Điều đáng buồn là James Dean không bao giờ xem được Giant, ông chết bất ngờ vì tai nạn xe cộ trước khi bộ phim được công chiếu.
Taylor bắt đầu trở thành siêu sao của MGM khi nhận được đề cử Oscar nữ chính trong một loạt phim như: Raintree County (1957) cùng Montgomery Clift; Cat on a Hot Tin Roof (1958) với Paul Newman; và Suddenly, Last Summer (1959) bên cạnh Montgomery Clift, Katharine Hepburn và Mercedes McCambridge.
Năm 1960, với vai chính một cô gái yêu một người đàn ông có vợ và chết vì tai nạn giao thông sau đó trong BUtterfield 8, lần đầu tiên Liz Taylor đoạt tượng vàng Oscar vai nữ chính, đưa sự nghiệp của bà tiến đến đỉnh cao.
Năm 1962, Taylor lập kỷ lục về giá cát-sê với mức thù lao lên đến 1 triệu USD cho vai nữ hoàng Cleopatra đầy quyền lực và quyến rũ trong bộ phim bom tấn cùng tên. Có thể nói, đây là mức cát-sê kỷ lục đầu tiên của Hollywood vào thời bấy giờ. Đây cũng là bộ phim giúp bà làm quen với người chồng thứ năm: Diễn viên Richard Burton (vai Marc Anthony). Đến năm 1966, Taylor lại lần thứ hai bước lên bục nhận giải Oscar nữa với vai diễn người phụ nữ đanh đá trong phim Who is Afraid of Virginia Woolf?.
Chính thức giã từ màn bạc đỉnh cao vào năm 1968 với phim Secret Ceremony, Taylor vẫn tiếp tục tham gia một số phim trong vai phụ và phim truyền hình. Cho đến nay, bà là một trong những diễn viên nổi tiếng với các hoạt động xã hội như các chiến dịch phòng chống HIV/AIDS.

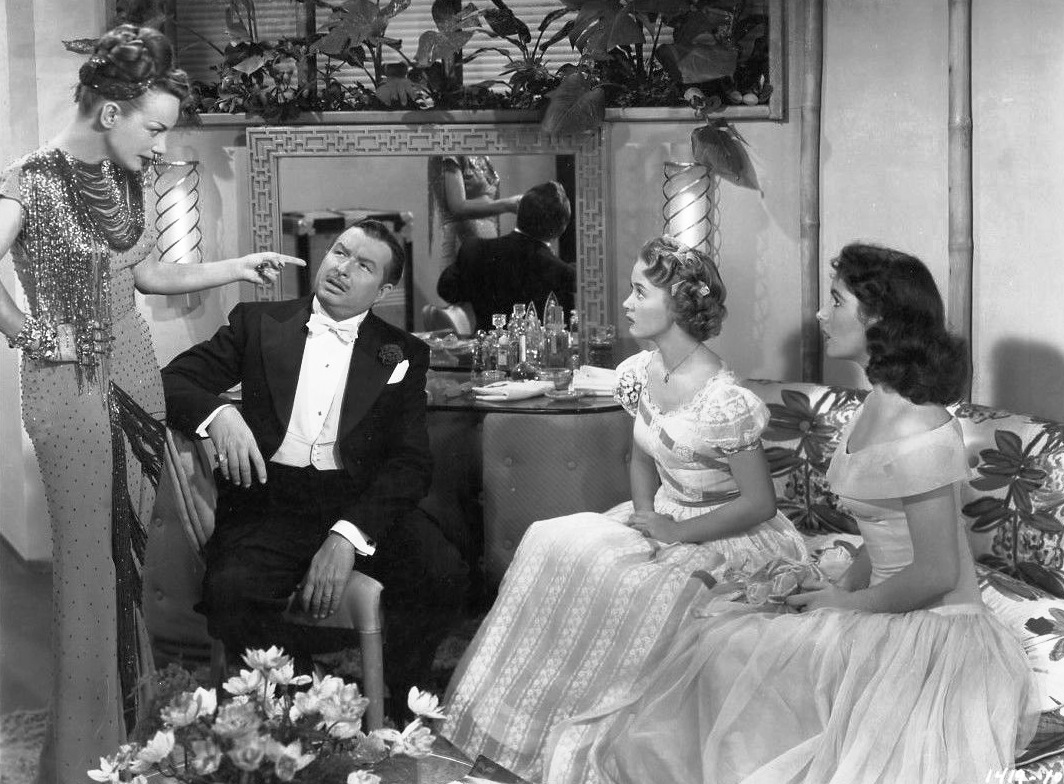
Carmen Miranda, Xavier Cugat, Jane Powell và Elizabeth Taylor trong A Date with Judy (1948)
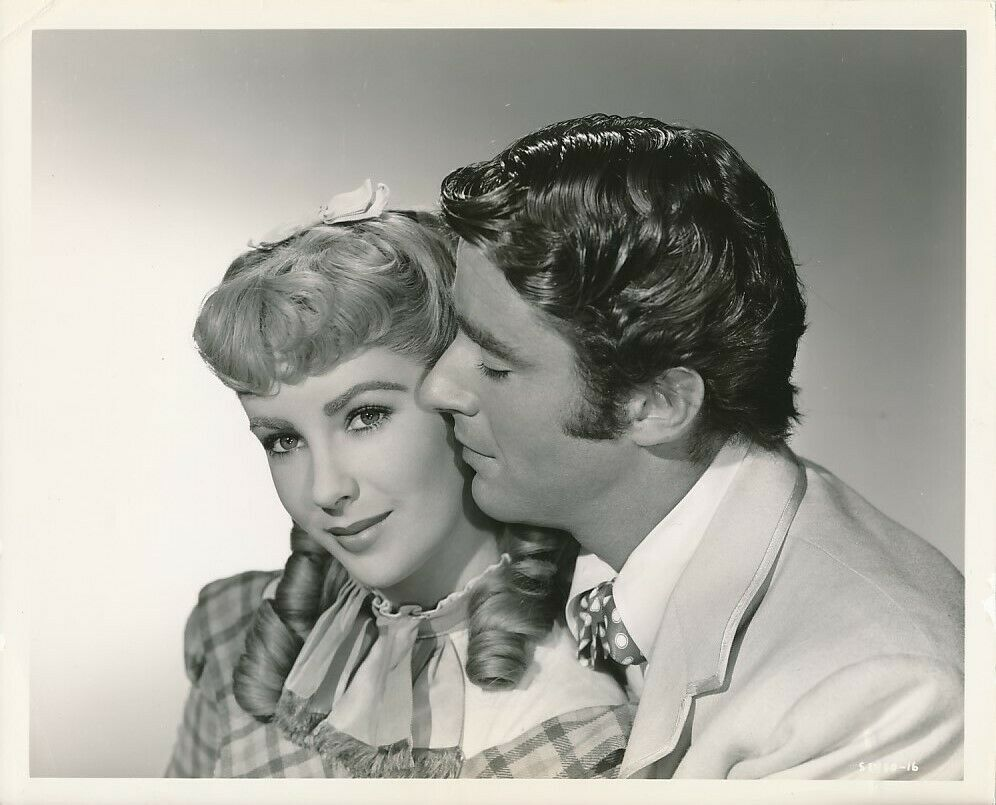
Elizabeth Taylor và Peter Lawford trong phim Little Women năm 1949
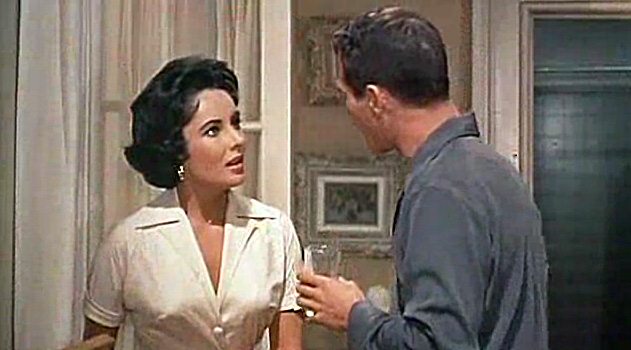
Taylor trong Cat on a Hot Tin Roof (1958)
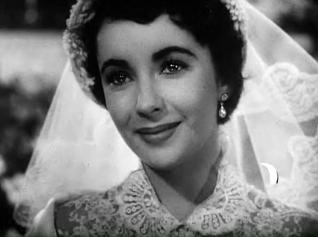
Taylor trong video giới thiệu phim Father of the Bride (1950)
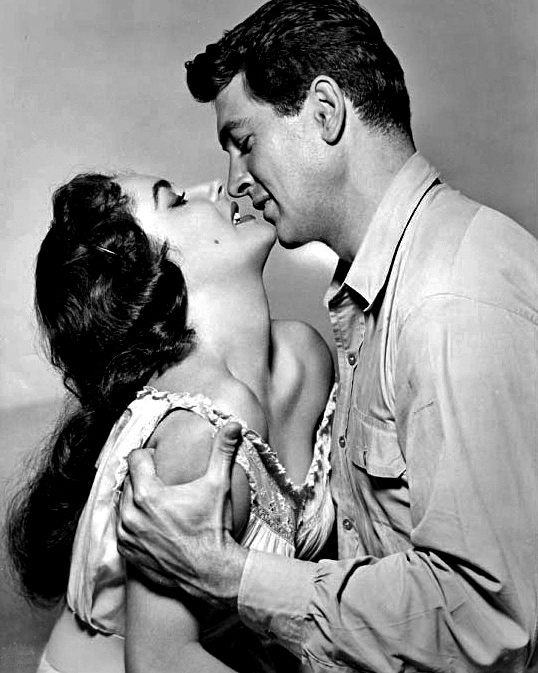
Taylor và Rock Hudson trong Giant (1956)
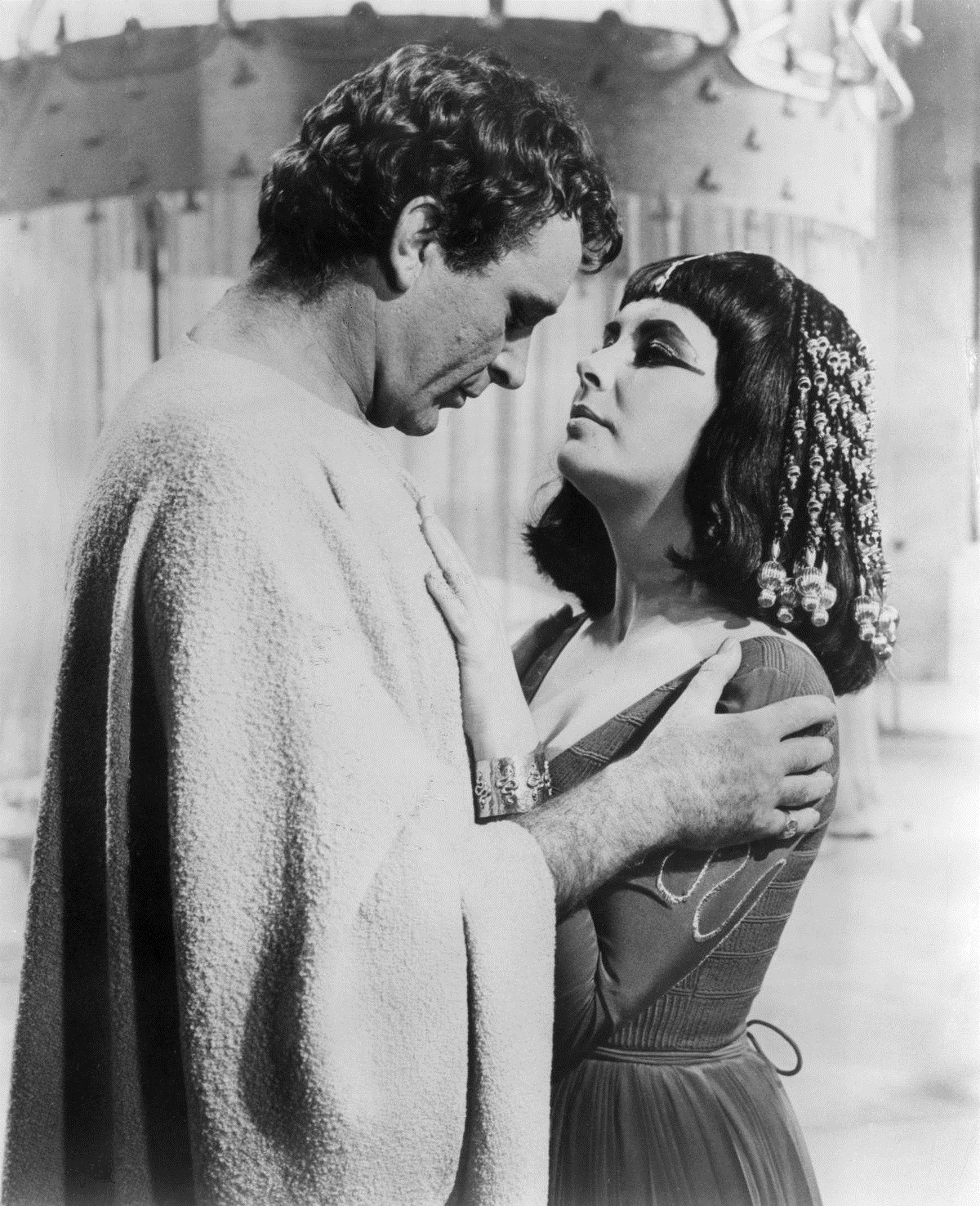
Taylor và Richard Burton trong Cleopatra

## Đời tư

### Hôn nhân
Suốt những năm tháng trưởng thành, đời tư của Taylor và đặc biệt là tám cuộc hôn nhân của bà đã thu hút được nhiều sự chú ý của giới truyền thông và sự bất bình của công chúng. Theo nhà nghiên cứu tiểu sử Alexander Walker, "dù cô ấy có muốn hay không... thì hôn nhân là ma trận của huyền thoại bắt đầu xoay quanh Elizabeth Taylor từ [năm 16 tuổi]".
Hãng MGM sắp đặt cho cô gái 14 tuổi hẹn hò với nhà vô địch bóng bầu dục Glenn Davis năm 1946, năm sau thì đính hôn chóng vánh với William Pawley, Jr., con trai của Đại sứ Hoa Kỳ William D. Pawley.
Ông trùm phim Howard Hughes cũng muốn ngỏ lời cầu hôn và đề nghị trả cha mẹ Taylor một khoản tiền sáu con số nếu nhận lời làm vợ. Taylor đã khước từ đề nghị này nhưng trái với khao khát kết hôn khi còn trẻ, do "đức tin và sự dạy dỗ hơi khắt khe" làm cô tin rằng "tình yêu đồng nghĩa với hôn nhân". Taylor sau này mô tả bản thân thời điểm đó "xúc cảm non nớt" do được bao bọc kiểm soát từ nhỏ, tin rằng mình có thể thoát khỏi cha mẹ và hãng MGM qua hôn nhân tự quyết.
Năm 18 tuổi, Taylor tổ chức hôn lễ với Conrad "Nicky" Hilton, Jr., người thừa kế chuỗi khách sạn Hilton tại nhà thờ Church of the Good Shepherd ở Beverly Hills vào ngày 6 tháng năm 1950. Hãng MGM đã đứng ra tổ chức đám cưới hoành tráng xa hoa trở thành sự kiện truyền thông trọng đại. Trong những tuần sau trăng mật, Taylor nhận ra cô đã mắc sai lầm, không chỉ việc hai người không hề có sở thích chung nào mà chồng cô còn bạo hành vợ và nghiện rượu nặng. Taylor được công nhận ly hôn vào tháng 1 năm 1951, chỉ 8 tháng sau đám cưới.

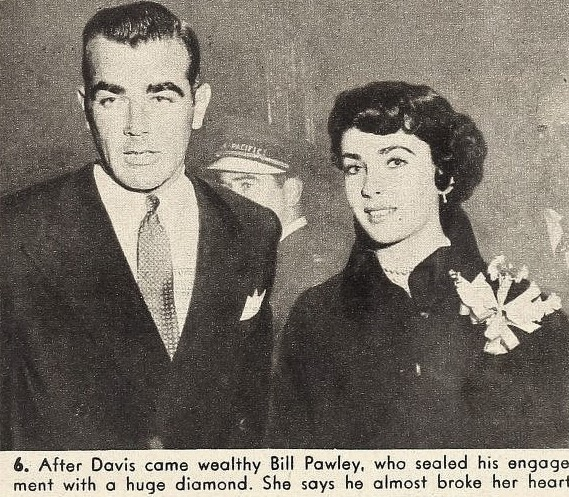
Elizabeth Taylor với hôn phu đầu tiên William D. Pawley Jr., 1949
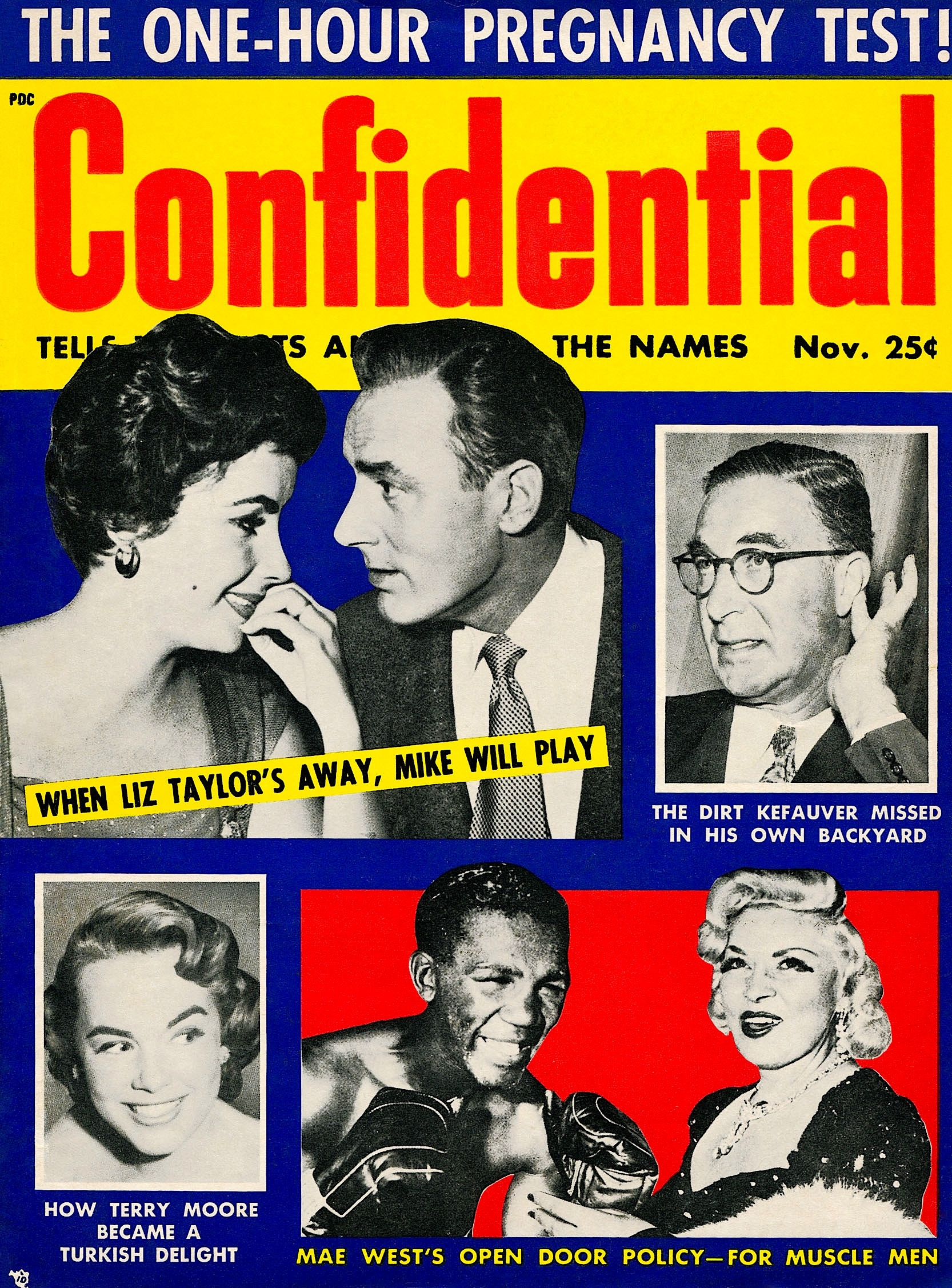
Các mối quan hệ của minh tinh Taylor trong suốt quãng đời trưởng thành luôn là tâm điểm thu hút truyền thông, theo minh họa trên ấn bản năm 1955 của tạp chí săn tin Confidential
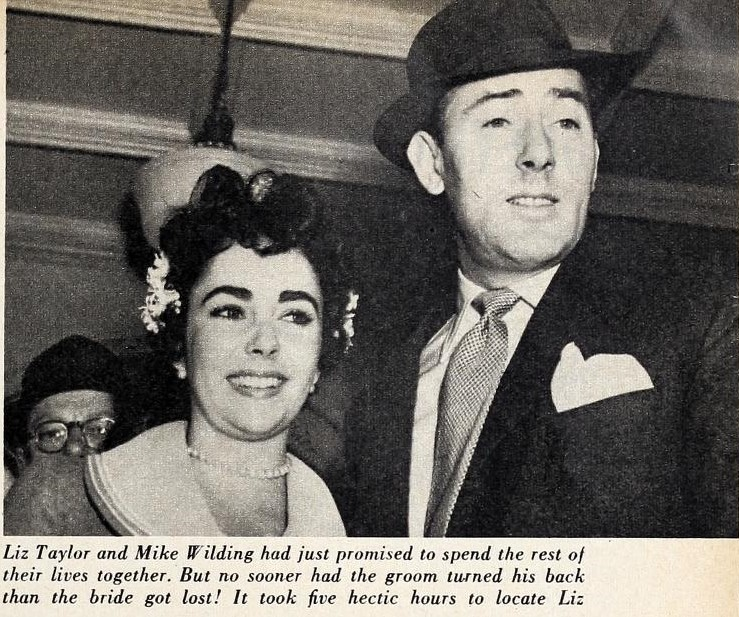
Liz Taylor và Mike Wilding, 1955
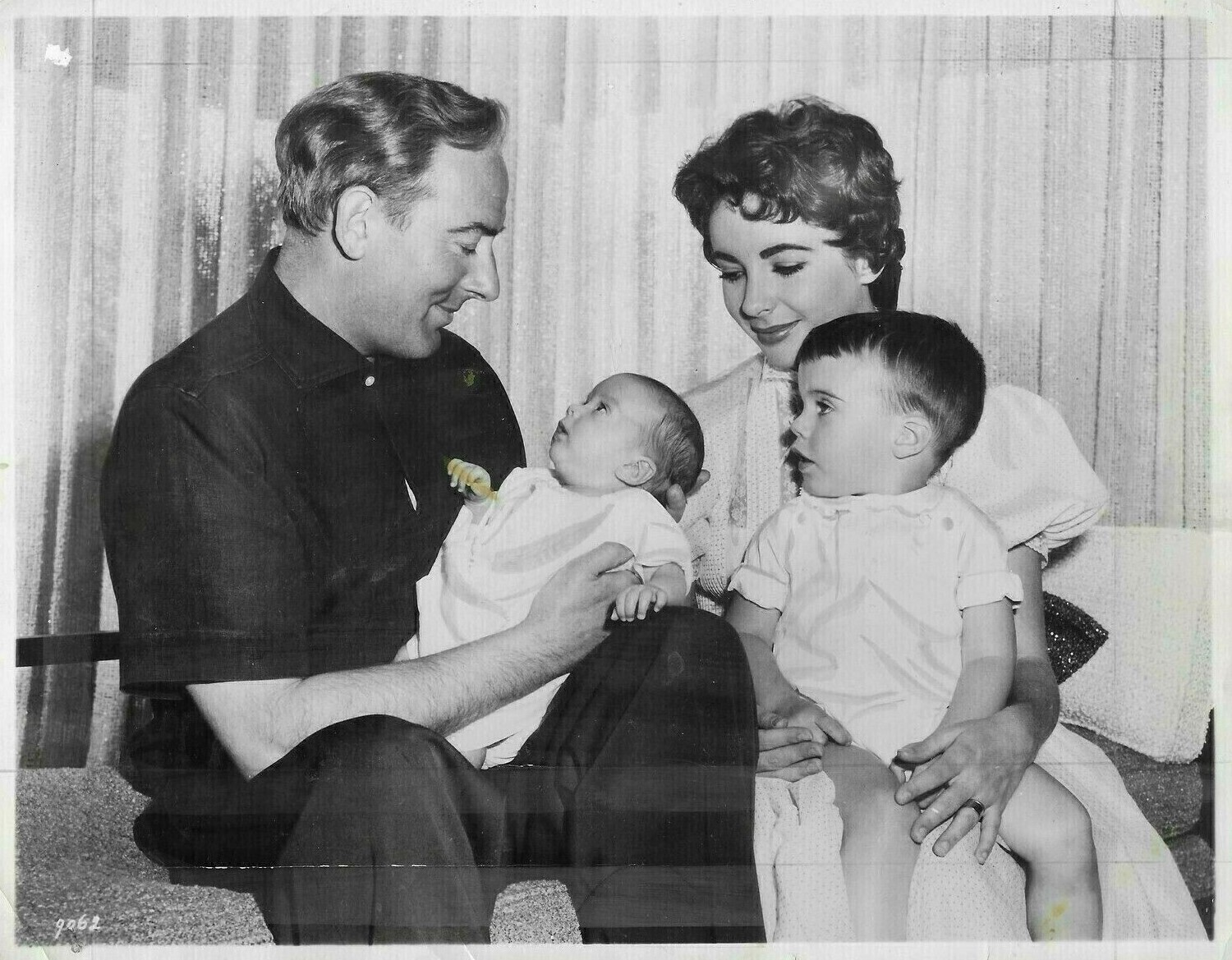
Elizabeth Taylor và Michael Wilding cùng với các con của họ là Christopher Edward Wilding và Michael Wilding, Jr., 1956
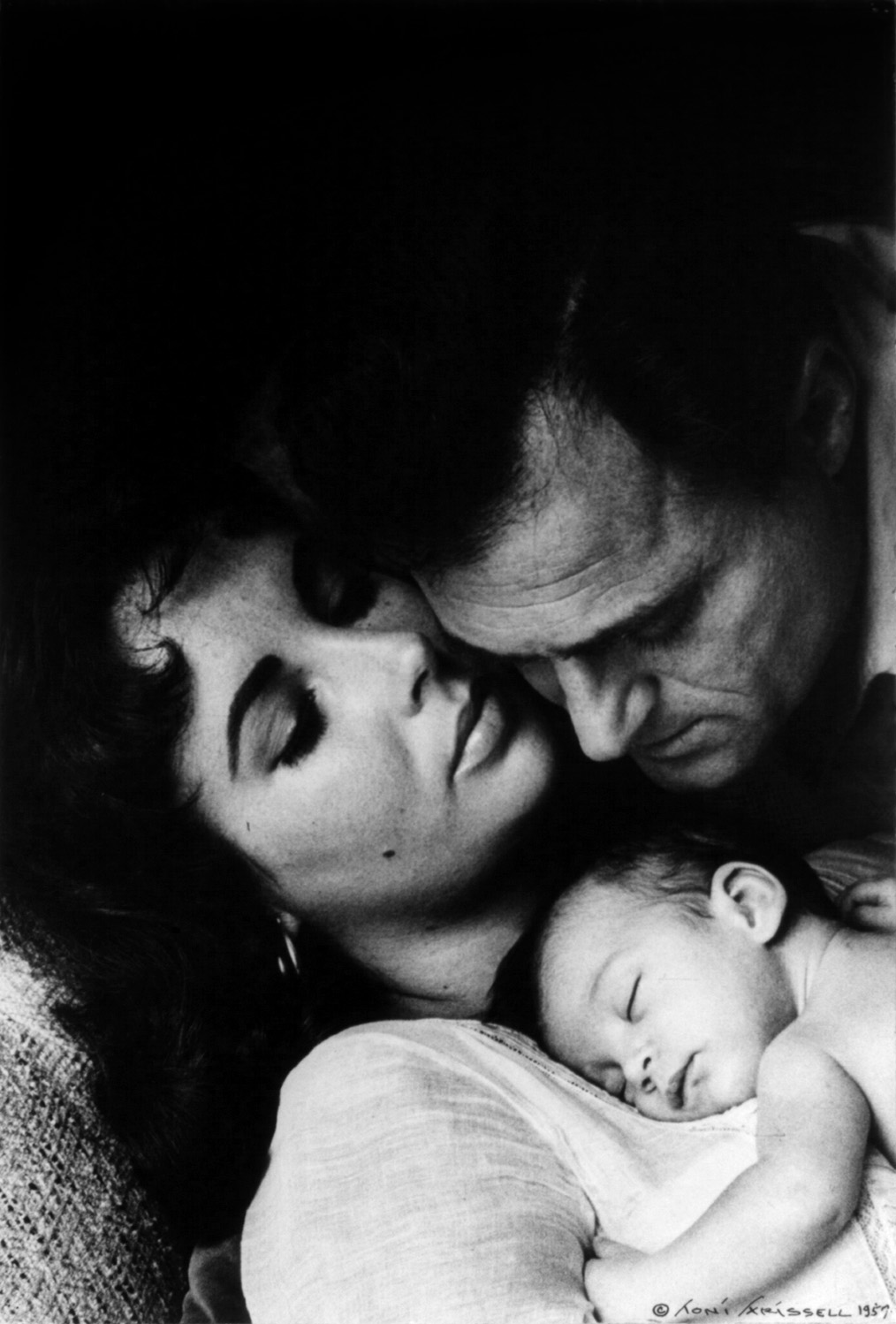
Liz Taylor cùng con gái Liza Todd và chồng Mike Todd
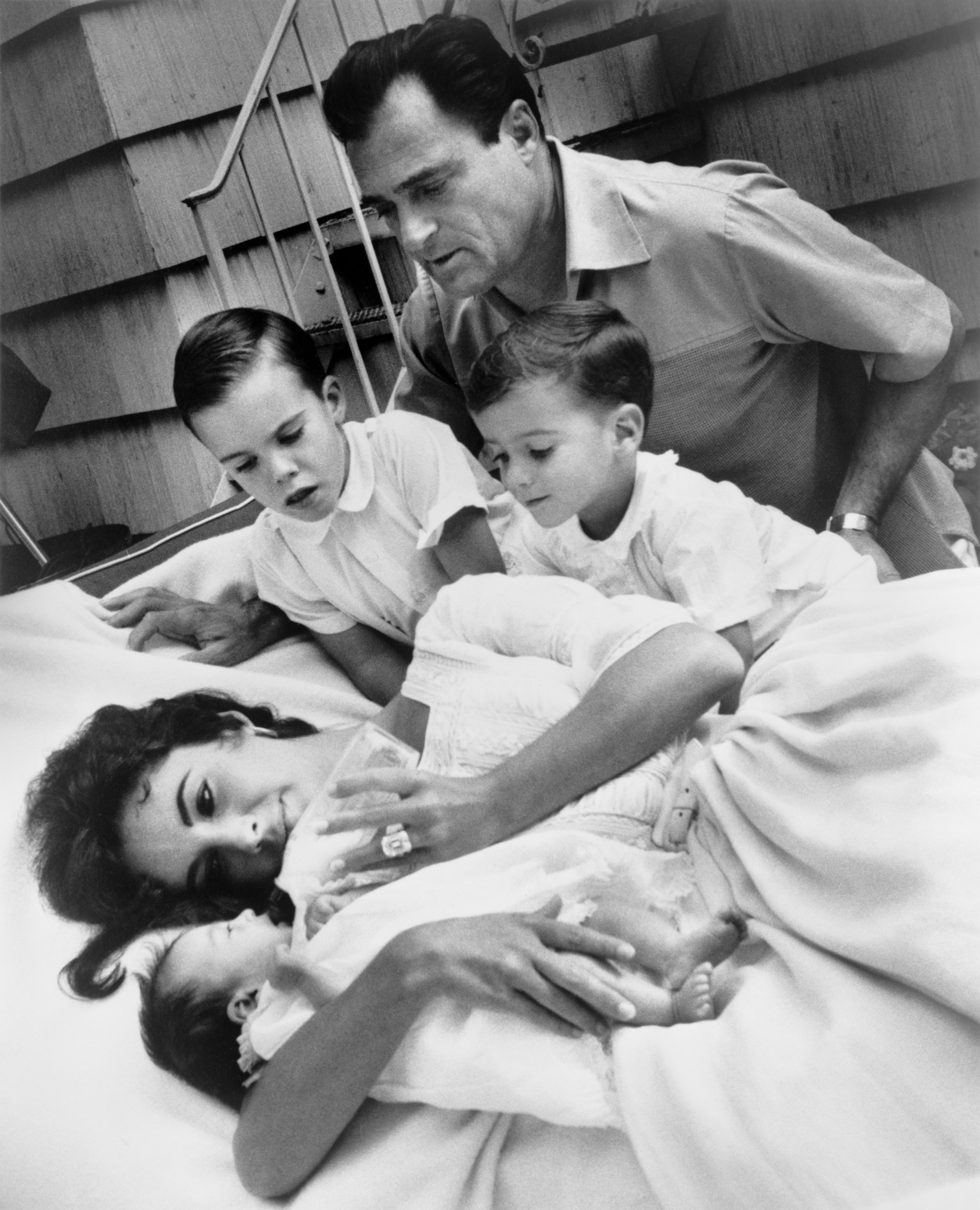
Elizabeth Taylor và con gái mới sinh Liza Todd với hai con trai Christopher và Michael H. Wilding, và chồng Michael Todd
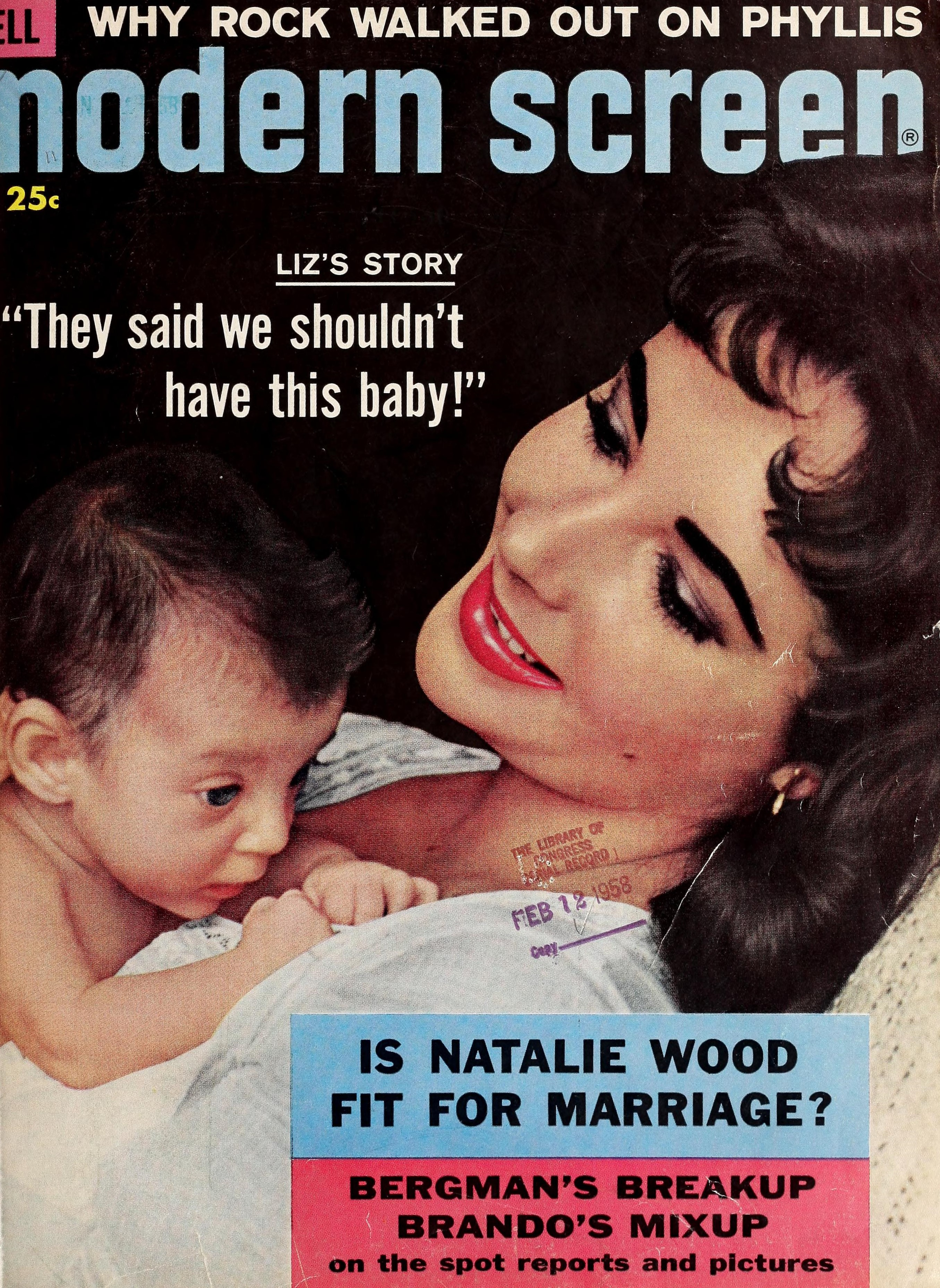
Elizabeth Taylor với con gái Liza Todd, 1958
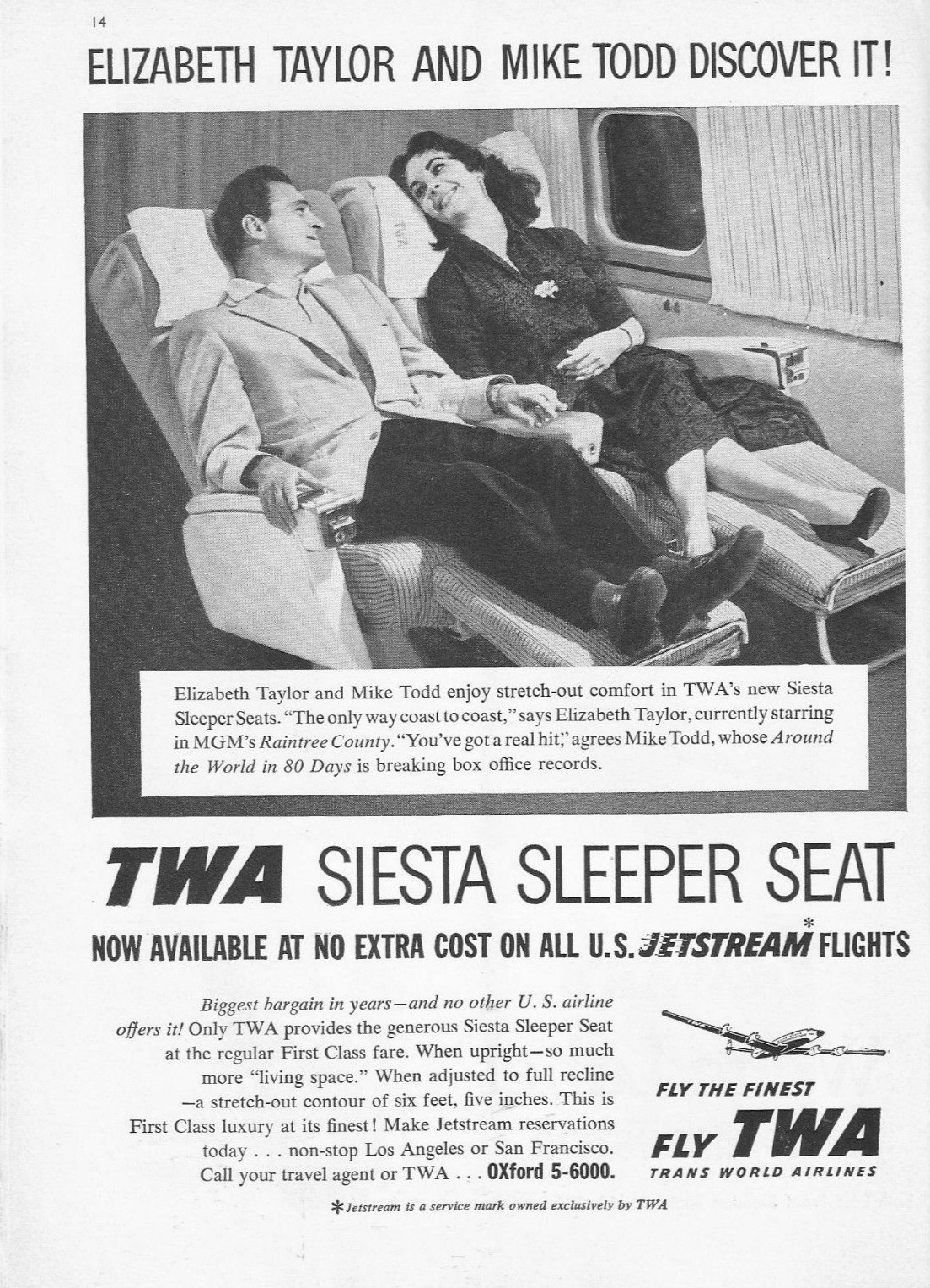
Mike Todd và Elizabeth Taylor chụp ảnh quảng cáo về sự thoải mái của ghế mới của hãng hàng không.

### Bệnh tật

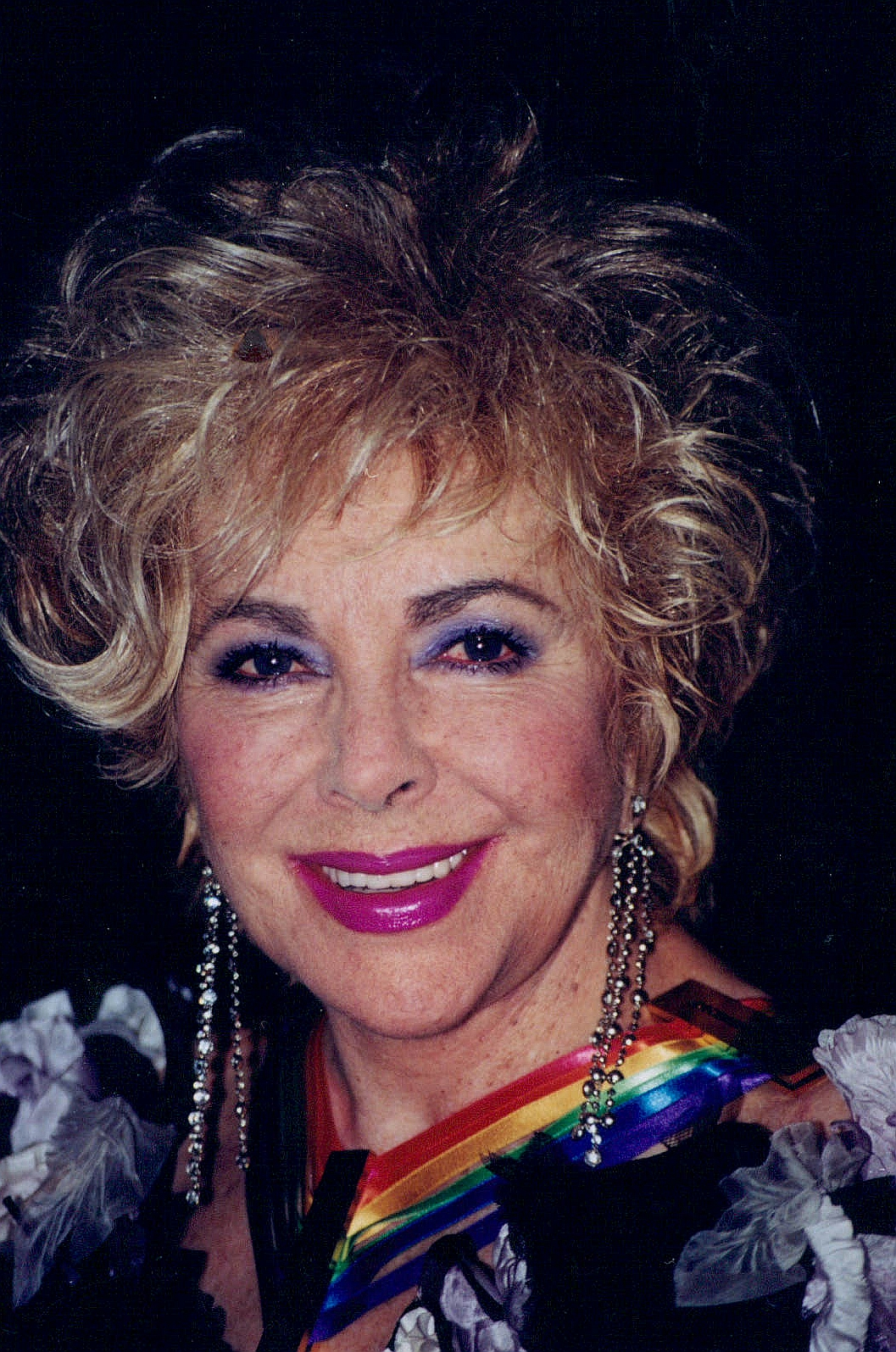
Elizabeth Taylor nhận giải thưởng Kennedy năm 2002

Taylor phải vật lộn với các vấn đề sức khoẻ trong suốt cuộc đời của mình. Bà sinh ra mắc chứng vẹo cột sống và bị gãy lưng trong khi quay phim National Velvet năm 1944. Vết thương không được phát hiện trong nhiều năm mặc dù nó gây ra cho bà các vấn đề kinh niên về lưng.
Năm 1956, bà trải qua một cuộc phẫu thuật trong đó một số đĩa đệm cột sống được loại bỏ và thay thế bằng xương hiến tặng. Taylor cũng là dễ mắc bệnh và các thương tích khác, thường phải phẫu thuật; năm 1961, bà sống sót sau một trận viêm phổi suýt gây tử vong và được yêu cầu phải phẫu thuật mở khí quản.
Ngoài ra bà còn nghiện rượu và phải trị liệu theo chỉ định của bác sĩ. Bà được chữa trị tại trung tâm Betty Ford Center trong 7 tuần từ tháng 12 năm 1983 tới tháng 1 năm 1984, trở thành ngôi sao nữ đầu tiên công khai thừa nhận mình tới trung tâm cai nghiện chất. Bà đã tái nghiện sau đó trong thập niên 80 và hồi phục lại vào năm 1988
Taylor cũng phải vật lộn với vấn đề thừa cân trong suốt cuộc hôn nhân với thượng nghị sĩ John Warner và xuất bản một cuốn sách về trải nghiệm ăn kiêng Elizabeth Takes Off (1988). Ngoài ra bà còn nghiện thuốc lá nặng cho đến khi trải qua một cơn viêm phổi nghiêm trọng năm 1990.
Sức khỏe của Taylor ngày càng giảm trong hai thập kỷ cuối cùng của cuộc đời mình, và bà hiếm khi tham dự sự kiện công khai trong những năm 2000. Bà phải dùng đến xe lăn do các vấn đề ở lưng và được chẩn đoán bị suy tim xung huyết năm 2004.

## Qua đời

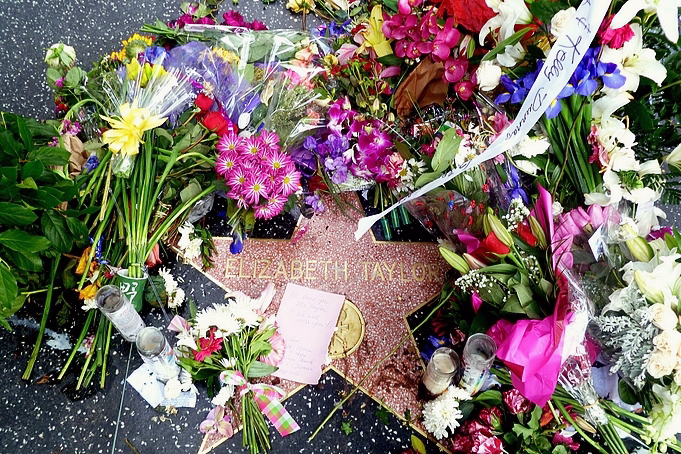
Ngôi sao mang tên Taylor trên Đại lộ Danh vọng Hollywood trong những ngày sau khi bà qua đời năm 2011

Sáu tuần sau khi nhập viện, bà qua đời vì không qua khỏi ở tuổi 79 vào ngày 23 tháng 3 năm 2011 tại Trung tâm Y tế Cedars-Sinai Medical Center ở Los Angeles.
Tang lễ diễn ra vào ngày hôm sau tại công viên tưởng niệm Forest Lawn Memorial Park ở Glendale, California. Buổi lễ diễn ra riêng tư theo truyền thống Do Thái được chủ trì bởi Rabbi Jerome Cutler.
Theo di nguyện của Taylor, buổi lễ bắt đầu chậm hơn 15 phút so với lịch định sẵn, theo đại diện của bà chia sẻ rằng "bà ấy thậm chí vẫn muốn đến trễ trong đám tang của mình". Bà được chôn cất trong Lăng tưởng niệm của nghĩa trang.

## Phim tham gia
| Năm  | Tên phim                        | Vai diễn                   | Ghi chú                                                 |
| ---- | ------------------------------- | -------------------------- | ------------------------------------------------------- |
| 1942 | There's One Born Every Minute   | Gloria Twine               |                                                         |
| 1943 | Lassie Come Home                | Priscilla                  |                                                         |
| 1944 | Jane Eyre                       | Helen Burns                | chưa chắc chắn                                          |
| 1944 | The White Cliffs of Dover       | Betsy                      | chưa chắc chắn                                          |
| 1944 | National Velvet                 | Velvet Brown               |                                                         |
| 1946 | Courage of Lassie               | Katherine Eleanor Merrick  |                                                         |
| 1947 | Life with Father                | Mary Skinner               |                                                         |
| 1947 | Cynthia                         | Cynthia Bishop             |                                                         |
| 1948 | A Date with Judy                | Carol Pringle              |                                                         |
| 1948 | Julia Misbehaves                | Susan Packett              |                                                         |
| 1949 | Little Women                    | Amy                        |                                                         |
| 1949 | Conspirator                     | Melinda Greyton            |                                                         |
| 1950 | The Big Hangover                | Mary Belney                |                                                         |
| 1950 | Father of the Bride             | Kay Banks                  |                                                         |
| 1951 | Father's Little Dividend        | Kay Dunstan                |                                                         |
| 1951 | A Place in the Sun              | Angela Vickers             |                                                         |
| 1951 | Quo Vadis                       | Christian                  | chắc chắn                                               |
| 1952 | Love Is Better Than Ever        | Anastacia "Stacie" Macaboy |                                                         |
| 1952 | Ivanhoe                         | Rebecca                    |                                                         |
| 1953 | The Girl Who Had Everything     | Jean Latimer               |                                                         |
| 1954 | Rhapsody                        | Louise Durant              |                                                         |
| 1954 | Elephant Walk                   | Ruth Wiley                 |                                                         |
| 1954 | Beau Brummell                   | Lady Patricia Belham       |                                                         |
| 1954 | The Last Time I Saw Paris       | Helen Ellswirth/Willis     |                                                         |
| 1956 | Giant                           | Leslie Lynnton Benedict    |                                                         |
| 1957 | Raintree County                 | Susanna Drake              | Đề cử - Giải Oscar cho nữ diễn viên chính xuất sắc nhất |
| 1958 | Cat on a Hot Tin Roof           | Maggie the Cat             | Đề cử - Giải Oscar cho nữ diễn viên chính xuất sắc nhất |
| 1959 | Suddenly Last Summer            | Catherine Holly            | Đề cử - Giải Oscar cho nữ diễn viên chính xuất sắc nhất |
| 1960 | Scent of Mystery                | The Real Sally             | không chắc chắn                                         |
| 1960 | BUtterfield 8                   | Gloria Wandrous            | Giải Oscar cho nữ diễn viên chính xuất sắc nhất         |
| 1963 | Cleopatra                       | Cleopatra                  |                                                         |
| 1963 | The V.I.P.s                     | Frances Andros             |                                                         |
| 1965 | The Sandpiper                   | Laura Reynolds             |                                                         |
| 1966 | Who's Afraid of Virginia Woolf? | Martha                     | Giải Oscar cho nữ diễn viên chính xuất sắc nhất         |
| 1967 | The Taming of the Shrew         | Katharina                  |                                                         |
| 1967 | Bác sĩ Faustus                  | Helen thành Troy           |                                                         |
| 1967 | Reflections in a Golden Eye     | Lenora Penderton           |                                                         |
| 1967 | The Comedians                   | Martha Pineda              |                                                         |
| 1968 | Boom!                           | Flora 'Sissy' Goforth      |                                                         |
| 1968 | Secret Ceremony                 | Lenora                     |                                                         |
| 1969 | Anne of the Thousand Days       | Courtesan                  | chưa chắc chắn                                          |
| 1970 | The Only Game in Town           | Fran Walker                |                                                         |
| 1972 | X,Y, and Zee                    | Zee Blakely                |                                                         |
| 1972 | Under Milk Wood                 | Rosie Probert              |                                                         |
| 1972 | Hammersmith is Out              | Jimmie Jean Jackson        |                                                         |
| 1973 | Divorce His - Divorce Hers      | Jane Reynolds              |                                                         |
| 1973 | Night Watch                     | Ellen Wheeler              |                                                         |
| 1973 | Ash Wednesday                   | Barbara Sawyer             |                                                         |
| 1974 | Identikit                       | Lise                       | Được biết đến như The Driver's Seat                     |
| 1976 | The Blue Bird                   | Nữ hoàng ánh sáng          |                                                         |
| 1976 | Victory at Entebbe              | Edra Vilonfsky             |                                                         |
| 1977 | A Little Night Music            | Desiree Armfeldt           |                                                         |
| 1978 | Return Engagement               | Dr. Emily Loomis           |                                                         |
| 1979 | Winter Kills                    | Lola Comante               | chưa chắc chắn                                          |
| 1980 | The Mirror Crack'd              | Marina Rudd                |                                                         |
| 1981 | General Hospital                | Helena Cassadine           |                                                         |
| 1983 | Between Friends                 | Deborah Shapiro            |                                                         |
| 1985 | Malice in Wonderland            | Louella Parsons            |                                                         |
| 1985 | North and South                 | Madame Conti               |                                                         |
| 1986 | There Must Be a Pony            | Marguerite Sydney          |                                                         |
| 1987 | Poker Alice                     | Alice Moffit               |                                                         |
| 1988 | Young Toscanini                 | Nadina Bulichoff           |                                                         |
| 1989 | Sweet Bird of Youth             | Alexandra Del Lago         |                                                         |
| 1994 | The Flintstones                 | Pearl Slaghoople           |                                                         |
| 1996 | The Nanny                       | Bản thân                   |                                                         |
| 2001 | These Old Broads                | Beryl Mason                |                                                         |

## Giải thưởng và vinh danh
Năm 1999, Elizabeth Taylor được Hoàng gia Anh phong tước Phu nhân (DBE)
Trong sự nghiệp diễn xuất của mình, Taylor đã nhận được rất nhiều vinh dự và giải thưởng cao quý